# Megen, Haren en Macharen
Megen, Haren en Macharen (abgekürzt Megen c.a.) war eine Gemeinde in der niederländischen Provinz Noord-Brabant. Sie wurde am 2. Februar 1821 durch die Vereinigung der beiden Gemeinden Haren en Macharen und Megen gebildet. Am 1. Januar 1994 wurde sie nach Oss eingemeindet. Zum Zeitpunkt der Auflösung zählte Megen, Haren en Macharen 3.172 Einwohner auf 15,56 km². Ein kleiner unbewohnter Teil der Gemeinde (0,19 km²) wurde Lith zugeschlagen.

## Sitzverteilung im Gemeinderat
Bis zur Auflösung der Gemeinde ergab sich seit 1982 folgende Sitzverteilung:
| Partei                       | Sitze | Sitze | Sitze |
| Partei                       | 1982  | 1986  | 1990  |
| ---------------------------- | ----- | ----- | ----- |
| Voor de Gemeenschap          | –     | 2     | 6     |
| CDA                          | –     | 3     | 4     |
| Politieke Gemeenschapspartij | 4     | 2     | 1     |
| Megen Haren Macharen ’82     | 3     | –     | –     |
| Gesamt                       | 7     | 7     | 11    |